# IPhone 3GS
iPhone 3GS (ban đầu được viết là iPhone 3G S) là một điện thoại thông minh được Apple Inc. thiết kế, sản xuất và đưa ra thị trường. Sản phẩm này là iPhone thế hệ thứ 3, sau iPhone 3G. Nó đã được giới thiệu vào ngày 8 tháng 6 năm 2009, tại WWDC 2009 diễn ra tại Trung tâm Moscone, San Francisco.
IPhone này được đặt tên là "3GS" trong đó chữ "S" là viết tắt của Tốc độ (Phil Schiller đã đề cập đến nó trong bài phát biểu khi công bố). Cải tiến bao gồm hiệu năng, máy ảnh 3 megapixel với độ phân giải và khả năng video cao hơn, điều khiển bằng giọng nói, và hỗ trợ tải HSDPA 7.2 Mbit/s (nhưng vẫn giới hạn tốc độ tải lên 384 kbps vì Apple đã không thực hiện giao thức HSUPA). iPhone 3GS đã được phát hành tại Hoa Kỳ, Canada, và sáu nước châu Âu vào ngày 19 tháng 6 năm 2009, tại Úc và Nhật Bản vào ngày 26 tháng 6 và trên toàn cầu vào tháng 7 và tháng 8 năm 2009.
iPhone 3GS chạy hệ điều hành iOS của Apple. Nó được kiểm soát chủ yếu bằng ngón tay của người dùng trên một màn hình cảm ứng đa điểm. Vị trí điện thoại thông minh hàng đầu của Apple của iPhone 3GS được iPhone 4 thay thế trong năm 2010. Tuy nhiên, 3GS tiếp tục được sản xuất cho đến tháng 9 năm 2012 khi iPhone 5 được công bố.